# Thee in de middag
Le goûter (Nederlands: Thee in de middag) is een schilderij van de Franse impressionistische kunstschilderes Marie Bracquemond, geschilderd in 1880, olieverf op doek, 81,5 x 61,5 centimeter groot. Het is een portret van Louise Quivoron, de halfzus van de kunstenares. Het werk werd in 1919 door de stad Parijs aangekocht van Bracquemonds zoon Pierre en bevindt zich thans in de collectie van het Petit Palais, musée des Beaux-Arts de la Ville de Paris.

## Context
Marie Bracquemond, geboren Quivoron, had een onrustig jeugd tijdens welke ze – na het tweede huwelijk van haar moeder – voortdurend verhuisde: van Bretagne naar de Jura, Zwitserland, vervolgens naar Limousin, en uiteindelijk in 1854 naar Étampes, ten zuiden van Parijs. Ze had een halfzus, Louise (1849-1924), geboren terwijl het gezin woonde in de oude abdij Notre-Dame de Bonnaigue, in de buurt van Ussel in het departement Corrèze in Limousin. Louise en Marie zouden hun leven lang onafscheidelijk blijven. Toen Marie in 1867 haar latere man Félix Bracquemond ontmoette in het Louvre, tijdens het kopiëren van oude meesters, werd ze gechaperonneerd door Louise en toen ze in 1869 met Bracquemond trouwde, trok Louise bij hen in. Gedurende haar schilderscarrière zou Louise haar belangrijkste model zijn. Wanneer Marie in de jaren 1880 bekritiseerd werd door haar man, die jaloers was op haar grotere talent, nam Louise het altijd fel voor haar op. Het kon echter niet voorkomen dat Marie in 1890 haar schilderscarrière beëindigde om haar gezin te redden, waartoe ze ook Louise rekende.
Dat vrouwelijke kunstenaressen zich in die tijd vaak tot voortdurend lieten vergezellen door een zus of andere vrouwelijke familieleden was niet uitzonderlijk. Ook de Amerikaanse schilderes Mary Cassatt deelde een appartement met haar oudere zuster Lydia, de Franse impressioniste Berthe Morisot was haar leven lang onafscheidelijk van haar zus Edma. Het samen optrekken met een zus gaf hen meer bewegingsvrijheid dan andere vrouwen, bijvoorbeeld om naar het museum te gaan, in een tijd dat vrouwen niet geacht werden er in hun eentje op uit te trekken. Bovendien zouden zowel Cassatt als Morisot, net als Bracquemond, hun zusters ook veelvuldig portretteren, waarmee de lastigheid voor vrouwen om in die tijd modellen te huren handig werd omzeild.

## Afbeelding
Thee in de middag is een portret van Marie Bracquemonds zus Louise. Ze zit buiten in de tuin, aan een tafel, met een opengevouwen boek in haar handen. Haar gedachten lijken echter elders, haar blik richt zich schuin naar beneden. Deze pose stelt Bracquemond in staat haar gezicht pal van voren en strak-symmetrisch af te beelden. De houding van Louise en haar bewegingloze gezicht doen daarbij denken aan een aantal frontale portretten van haar leermeester Dominique Ingres, bijvoorbeeld diens Mademoiselle Moitissier (1851). Het kleine stilleven op de voorgrond herinnert evenzeer aan elementen uit Ingres' werk, zoals het kistje linksvoor op het genoemde portret van Moitissier of het krukje met fruit aan de voorrand van Het Turkse bad (1863). Louise droeg hetzelfde witte hoedje op het schilderij Op het terras in Sèvres (eveneens uit 1880), waarvoor ze ook model stond.
Bracquemond bracht de verf op in korte, vlak naast elkaar geplaatste strepen, met fijne gradaties van rode, groene en blauwe tinten om licht en schaduw weer te geven. Het gezicht en de onbedekte handen zijn bijzonder verfijnd uitgewerkt. Het voorhoofd en de ogen vallen in de schaduw van de hoed, maar de overgang naar de lichtere onderste helft van het gezicht blijft vloeiend. Kenmerkend is Bracquemonds gebruik van oplichtende toetsen in zuiver wit op de kleren en zelfs de struiken op de achtergrond, die het geheel een bijna sprookjesachtige uitstraling geven. Net als Ingres besteedde Bracquemond altijd bijzonder veel aandacht aan de weergave van de tekstuur van de kleding, waarbij ze – in dit geval anders dan Ingres – een sterke voorkeur had voor wit.
Niettegenstaande de duidelijke invloed van Ingres is Thee in de middag een onmiskenbaar impressionistisch werk, vooral door de aandacht voor lichtreflectie, het pastelachtige kleurgebruik en de losse, op het pointillisme preluderende penseelgebruik. Bracquemond exposeerde het schilderij in 1880 tijdens de vijfde impressionistententoonstelling.

## Afbeeldingen

Ingres: Mademoiselle Moitissier
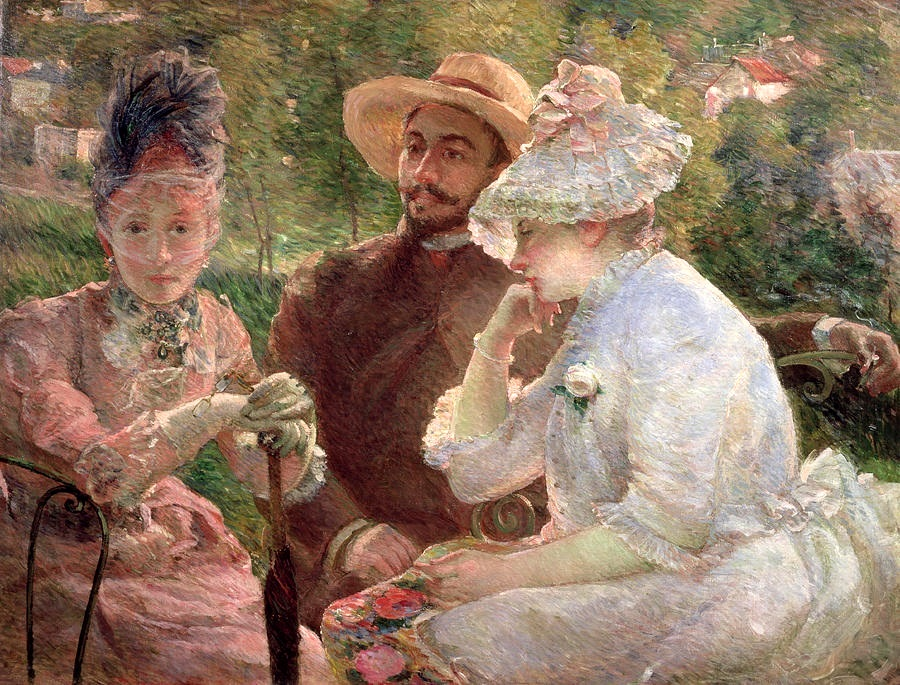
Op het terras in Sèvres